# William Steiner Productions
William Steiner Productions foi uma companhia cinematográfica estadunidense formada por William Steiner, que produziu 54 filmes entre 1919 e 1937, além da distribuição de 162 filmes entre 1921 e 1938. Fez parte da Poverty Row e sua primeira produção foi o seriado The Masked Rider, em 1919, e a última foi The Silver Trail, em 1937, uma co-produção com a Reliable Pictures Corporation, de Harry S. Webb. A grande maioria de seus filmes consistiu de Westerns B.

## Histórico
William Steiner inicialmente numa parceria com William Paley formou a Paley & Steiner, que através da Crescent Films, ativa em Nova Iorque entre 1904 e 1905, pioneira em “imagens em movimento”. O Edison Studios, através da Motion Picture Patents Company, começou um processo de repressão aos produtores independentes e, em 1905, a Paley & Steiner já se dissolvera.
Steiner começou, em seguida, a Imperial Motion Picture Company, incorporada em 3 de março de 1908, com escritório na 44 West 28th St., Nova Iorque.
Em 1910, William Steiner fundou a Yankee Film Company, e mais tarde encabeçou a Serial Film Corporation, em Nova Jersei, cujo lançamento inicial foi o seriado The Yellow Menace, de 1916.
Em 1917, Steiner fundou a Jester Comedy Company, em Jacksonville, que veiculava as comédias que ficaram mais conhecidas como "Tweedle Dee and Tweedle Dum", apresentando o cômico europeu Marcel Fernandez Perez e Nilde Babette (ou Nilde Baracchi).
Como a maioria dos produtores de baixo orçamento, Steiner virou-se para a produção de melodramas na década de 1920 e 1930, através da sua produtora William Steiner Productions, produzindo Westerns B em um ritmo alarmante, a maioria com cowboys como Neal Hart, Pete Morrison, Leo D. Maloney, Jack Perrin e Tom Tyler. 
Como distribuidora, a William Steiner Distribution Company foi responsável pela distribuição de 162 filmes entre 1921 e 1938.

### Filmografia parcial
- The Silver Trail (1937)
- Desert Phantom (1936)
- Sundown Saunders (1935)
- The Return of Grey Wolf (1926)
- The Blood Bond (1925)
- Black Gold (1924)
- The Devil's Bowl (1923)
- The House of Mystery (1921)
- The Wall Street Mystery (1920)
- The Masked Rider (1919)